# Бассетт (Вірджинія)
Бассетт (англ. Bassett) — переписна місцевість (CDP) в США, в окрузі Генрі штату Вірджинія. Населення — 1028 осіб (2020).

## Географія
Бассетт розташований за координатами 36°45′41″ пн. ш. 79°59′12″ зх. д. / 36.76139° пн. ш. 79.98667° зх. д. (36.761446, -79.986584).  За даними Бюро перепису населення США в 2010 році переписна місцевість мала площу 9,01 км², уся площа — суходіл.

## Демографія
Згідно з переписом 2010 року, у переписній місцевості мешкало 1100 осіб у 490 домогосподарствах у складі 279 родин. Густота населення становила 122 особи/км².  Було 607 помешкань (67/км²).
Расовий склад населення:
| - 69,3 % — білих - 20,9 % — чорних або афроамериканців - 0,3 % — азіатів - 7,4 % — осіб інших рас |

До двох чи більше рас належало 2,2 %. Частка іспаномовних становила 9,1 % від усіх жителів.
За віковим діапазоном населення розподілялося таким чином: 21,5 % — особи молодші 18 років, 55,9 % — особи у віці 18—64 років, 22,6 % — особи у віці 65 років та старші. Медіана віку мешканця становила 44,4 року. На 100 осіб жіночої статі у переписній місцевості припадало 99,6 чоловіків;  на 100 жінок у віці від 18 років та старших — 101,4 чоловіків також старших 18 років.
Середній дохід на одне домашнє господарство  становив 35 648 доларів США (медіана — 26 210), а середній дохід на одну сім'ю — 35 272 долари (медіана — 26 389). За межею бідності перебувало 26,5 % осіб, у тому числі 44,0 % дітей у віці до 18 років та 26,0 % осіб у віці 65 років та старших.
Цивільне працевлаштоване населення становило 356 осіб. Основні галузі зайнятості: освіта, охорона здоров'я та соціальна допомога — 22,2 %, роздрібна торгівля — 18,0 %, мистецтво, розваги та відпочинок — 14,9 %, будівництво — 14,3 %.